# Soraya Tarzi
Soraya Tarzi (Pasjtoe/Dari: ثريا طرزي) (Damascus, 24 november 1899 – Rome, 20 april 1968) was door haar huwelijk met Amanoellah Khan koningin-gemalin van Afghanistan. Als de eerste koningin-gemalin van Afghanistan en echtgenote van koning Amanullah Khan, werd ze in de jaren twintig een van de machtigste mensen in het Midden-Oosten en stond ze over de hele wereld bekend om haar progressieve opvattingen.

## Biografie

### Vroege jaren
Soraya Tarzi werd geboren in de stad Damascus destijds behorend tot het Ottomaanse rijk, waar haar familie als politieke bannelingen leefde. Ze was de dochter van de Afghaanse Sardar Mahmud Tarzi. Haar familie behoorde tot de Mohammadzai Pashtun-stam, een onderstam van de Barakzai-dynastie. Haar moeder was de Syrische Asma Rasmya, de tweede vrouw van haar vader.
Haar vader was een liberaal nationalistische intellectueel met modernistische opvattingen. Ze kreeg de kans om te studeren en onder de hoede van haar vader maakte zij kennis met de westerse ideeën over onderwijs, bestuur en cultuur.
Toen Habiboellah Khan in 1901 de troon van Afghanistan besteeg nodigde hij de verbannen Afghaanse leiders uit om terug te keren naar hun vaderland. Zo keerde ook de familie van Soraya Tarzi terug naar Afghanistan. Omdat Habiboellah sympathiseerde met de opvattingen van haar vader, kreeg haar vader Afghaanse inspraak in de regering en ontwierp hij een programma om Afghanistan te moderniseren. Aan het Afghaanse koninklijke hof leerde Soraya Tarzi de zoon van Habiboellah, Amanoellah Khan, kennen. In de zomer van 1913 trouwde het tweetal.

### Koningin-gemalin
Habiboellah Khan werd in 1919 vermoord, waarop zijn zoon Amanoellah Khan de troon besteeg. Soraya Tarzi werd daarmee de eerste koningin-gemalin van Afghanistan. Als koning ontpopte haar echtgenote zich als een hervormer op economisch en militair gebied, terwijl zij zich bezig hield met hervormingen op sociaal gebied. Als dochter van een liberale Afghaanse intellectueel bepleitte ze voor het breken met tradities. Tarzi en Khan werkten nauw samen. In 1926 zei koning Amanoellah over haar: "Ik ben uw koning, maar de minister van onderwijs is mijn vrouw, uw koningin". Als koningin-gemalin werd ze in de jaren twintig een van de machtigste figuren in het Midden-Oosten en stond ze over de hele wereld bekend om haar vooruitstrevende ideeën.
Ze was een fervent voorstander van vrouwenrechten en onderwijs. Ze opende de allereerste school voor meisjes van het land. Samen met haar feministische moeder richtte ze in 1927 het eerste vrouwenblad van het land op, Ershad-I-Niswan of 'Guidance for Women'. Ze stuurde 15 jonge vrouwen naar Turkije voor hoger onderwijs in 1928. Soraya Tarzi zou de enige vrouw blijven van Amanoellah en hij zou daarmee de eerste Afghaanse heerser worden met een monogaam huwelijk. Ondanks tegenstand van de lokale bevolking sprak het tweetal zich ook herhaaldelijk uit tegen polygamie en de sluier. Ze probeerden het gebruik van beide uit te bannen. In het openbaar verscheen Soraya Tarzi zonder sluier en ze moedigde ook andere vrouwen aan om haar voorbeeld te volgen. Tarzi stond bekend om het afscheuren van haar sluier in het openbaar en in plaats daarvan droeg ze breedgerande hoeden met een bevestigde sluier.
Ze wilde dat Afghaanse vrouwen deelnamen aan de natievorming in het land. In 1926, op de herdenkingsdag van de onafhankelijkheid van de Britten, hield ze de volgende openbare toespraak:

"Het (de onafhankelijkheid) is van ons allemaal en daarom vieren we het. Denkt u echter dat onze natie vanaf het begin alleen mannen nodig heeft om haar te dienen? Vrouwen zouden ook hun deel moeten doen, zoals vrouwen dat deden in de beginjaren van onze natie en de islam. Van hun voorbeelden moeten we leren dat we allemaal moeten bijdragen aan de ontwikkeling van onze natie en dat dit niet kan zonder uitgerust te zijn met kennis. Dus we zouden allemaal moeten proberen zoveel mogelijk kennis te vergaren, zodat we onze diensten aan de maatschappij kunnen verlenen op de manier van de vrouwen in de vroege islam."

Veel later in de jaren zeventig zou een tweede hervormingsgolf in Afghanistan de ideeën van Tarzi van 50 jaar daarvoor weerspiegelen, met een stijging van het onderwijsniveau, de vertegenwoordiging van vrouwen in het politieke leven en de verhoging van de huwelijksleeftijd.

### Reis door Europa

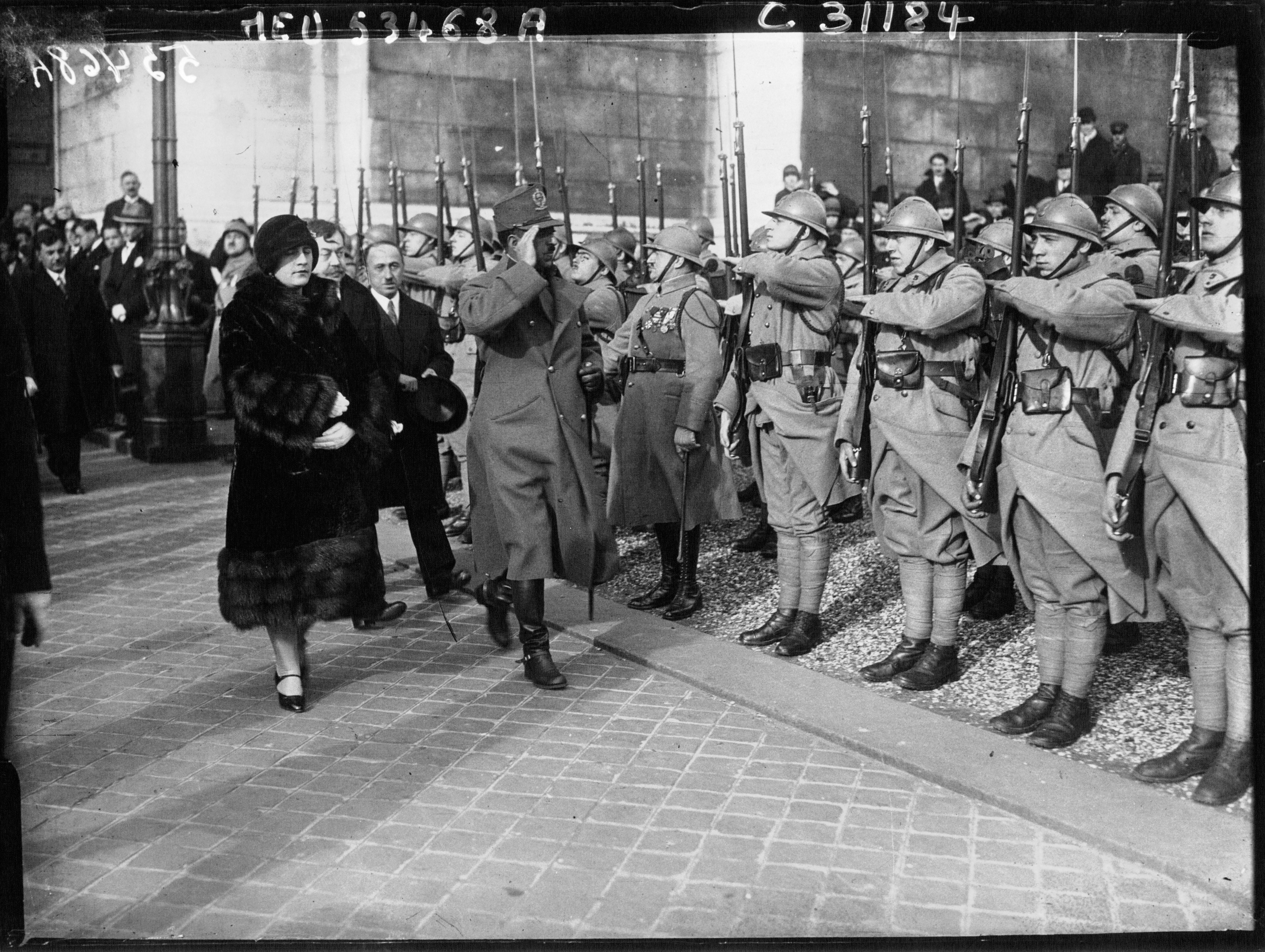
Soraya Tarzi en haar echtgenote op staatsbezoek in Parijs, 27 januari 1928

In 1927 maakte Soraya Tarzi samen met haar echtgenoot een reis naar Europa. In 1928 ontving het echtpaar eredoctoraten van de Universiteit van Oxford omdat ze werden beschouwd als uitdragers van westerse waarden. Ze spraken met vele Europese leiders en hadden ook een audiëntie bij de paus. Ze bezochten ook Turkije waar president Mustafa Kemal Atatürk bezig was om soortgelijke modernistische hervormingen uit te voeren als hen. Ze waren erg onder de indruk van Europa en ook van de veranderingen in Turkije. Dit was een tijdperk waarin moslimlanden, zoals Turkije en Egypte, ook op weg waren naar modernisering.
Voor een moslimland als Afghanistan echter was de tijd echter nog niet rijp voor zulke grote veranderingen. Tijdens hun afwezigheid brak er een opstand in Afghanistan uit tegen de hervormingsbeweging van Soraya Tarzi en Amanoellah Khan. Hun hervormingen hadden veel weerstand opgeroepen bij de islamitische conservatieve bewoners van de rurale gebieden van Afghanistan. Het koninklijk echtpaar keerde in 1929 terug naar Afghanistan. Toen in dat jaar de stad Jalalabad in de handen viel van de opstandelingen, deserteerde het Afghaanse leger. Hierdoor was Amanoellah gedwongen om te abdiceren om te voorkomen dat de burgeroorlog verder escaleerde.

### Banneling
Het echtpaar leefde aanvankelijk in India, maar uiteindelijk verhuisden ze naar Rome waar Soraya Tarzi in 1968 overleed. Na haar dood kreeg ze een staatsbegrafenis in Afghanistan en werd haar lichaam ten ruste gelegd in het koninklijk mausoleum in Jalalabad (Nangarhar), Afghanistan.